# Hyles elliana
Hyles elliana är en fjärilsart som beskrevs av Bandermann. Hyles elliana ingår i släktet Hyles och familjen svärmare. Inga underarter finns listade i Catalogue of Life.